# Laetitia Casta
Laetitia Maria Laure Casta (Pont-Audemer, Eure megye, Franciaország, 1978. május 11.)  francia színésznő, fotómodell, manöken. Színésznői pályáját az 1999-es Asterix és Obelix filmvígjátékban kezdte, mozi- és tévéfilmek sorában játszik főszerepeket.

## Élete

### Származása, karrierje
Normandiában született, apja a korzikai Lumióból származó Dominique Casta, anyja a normandiai Line Blin. Gyermekkorát e két régióban töltötte, érzelmileg erősen kötődik mindkét vidékhez. Két testvére van, bátyja Jean-Baptiste és húga Marie-Ange.
Tizenöt éves korában, egy korzikai nyaralás során, a sant’ambrogiói strandon (Lumióban) figyelt fel rá Frédéric Cresseaux, a Madison Models nevű párizsi modellügynökség fényképésze. Fényképei megjelentek a lapokban. 1993-ban megválasztotték Miss Lumiónak. A Madison ügynökség szerződést kötött vele. Nemzetközi ismertséget szerzett, amikor fényképe megjelent az Elle magazin címlapján. 1998–2000 között a Victoria’s Secret divatügynökség „angyala” lett, majd a L’Oréal szóvivője. Fotói 250-nél több társasági magazinban jelentek meg, köztük a Cosmopolitan-ben, a Vogue-ban és a Glamour. Olyan neves divattervezőknél dolgozott manökenként, mint Yves Saint-Laurent, Jean-Paul Gaultier, Chanel, Dior, Dolce & Gabbana, Paco Rabanne, Kenzo, Louis Vuitton, Christian Lacroix, Roberto Cavalli, Ralph Lauren és Vivienne Westwood.
Az 1990-es évek végétől Casta a filmezés felé fordult. Claude Zidi rendező Asterix és Obelix című családi vígjátékában debütélt, mint Falbala, a falu szépe. Ezután folyamatosan kapta a filmes főszerepeket könnyed vígjátékokban és komoly drámai filmekben egyaránt. Joann Sfar rendező 2010-es életrajzi filmjében, a Gainsbourg (egy hősies élet)-ben, mely Serge Gainsbourg költő-dalszerző mozgalmas szerelmi életét dolgozta fel, Casta Brigitte Bardot-t személyesítette meg. Alakításáért 2011-ben César-díjra jelölték.
1999-ben a franciaországi polgármesterek Castát szavazták meg a következő évtizedre a Marianne-mellszobor modelljének. A szobor a Francia Köztársaság jelképe, melynek egy példánya minden állami hivatalban fel van állítva. Elődje e minőségében Inès de la Fressange fotómodell volt, akit 1989-ben választottak meg. A francia sajtóban Casta megválasztása élénk vitát váltott ki, mivel Franciaország élő szimbóluma Londonba költözött, a legmagasabb jövedelmű személyek számára kedvezőbb adózási szabályokat kihasználva. Az ügy politikai hullámokat vetett, Jean-Pierre Chevènement francia belügyminiszternek is nyilatkoznia kellett a rádióban.
2012-ben Castát meghívták Velencei Nemzetközi Filmfesztivál szakmai zsürijébe. 2016-ban megrendezte első saját rövidfilmjét, az En Moi-t, mely egy színházi rendező alkotói válságáról szól.

### Politikai tevékenysége
2002-ben részt vett az elnökválasztás első fordulóját követő párizsi tömegtüntetésen, amelynek résztvevői „Éljen a Köztársaság” (Vive la République) jelszóval vonultak fel. A tüntetők Lionel Jospin szocialista elnökjelölt első körben történt váratlan kiesése miatt mozgósítottak a második fordulóba jutott Jean-Marie Le Pen ellen, és a baloldali szavazókat a gaullista jelölt, Jacques Chirac támogatására szólították fel. 2008-ban Casta részt vett abban a „Fehér Menet”-ben (Marche blanche) is, ahol a FARC által 2002-ben elrabolt és fogságban tartott Íngrid Betancourt kolumbiai szenátor, elnökjelölt kiszabadítását követelték.
Casta lett a Francia Idegenlégió 2. ejtőernyős ezredének „keresztanyja” (a magyar zászlóanyához hasonló közkapcsolati funkció).

### Magánélete
2001. október 18-án akkori élettársától, Stéphane Sednaoui fényképész–filmrendezőtől egy leánya született.
Később Stefano Accorsi olasz színésszel élt együtt egy évtizeden át, viszonyukból két gyermek született, 2006. szeptember 22-én egy fiú, és 2009. augusztus 29-én egy leány.
2015-ben összejött Louis Garrel francia színész–rendezővel,
akivel 2017. június 10-én a korzikai Lumióban összeházasodtak. 
A házasságból 2021. március 17-én megszületett Casta negyedik gyermeke, egy fiú.

## Főbb filmes munkái

### Színészként
- 2024: Una storia nera; Carla
- 2023: Le consentement; Vanessa anyja
- 2023: Le bonheur est pour demain; Sophie Morin
- 2022: Selon la police; Delphine
- 2021: Lui; a szerető
- 2021: La croisade; Marianne
- 2019–2020: Une île; tévé-minisorozat; Théa
- 2019: Le milieu de l’horizon; Nicole
- 2018: Eszményi palota (L’incroyable histoire du facteur Cheval); Philomène Cheval
- 2018: A hűséges férfi (L’homme fidèle); Marianne
- 2015: Des Apaches; Jeanne
- 2015: Arletty, une passion coupable; tévéfilm; Arletty
- 2014: Des lendemains qui chantent; Noémie Archambault
- 2014: Micsoda nők! (Sous les jupes des filles); Agathe
- 2014: Barátság extrák nélkül (Una donna per amica); Claudia
- 2013: Une histoire d’amour; a fiatal nő
- 2012: Ne zavarjanak! (Do Not Disturb); Anna Azuelos
- 2012: Végzetes hazugságok (Arbitrage); Julie Côte
- 2011: Az újabb gombháború (La nouvelle guerre des boutons); Simone
- 2011: Derrière les murs; Suzanne
- 2011: The Island; Sophie
- 2010: Gainsbourg (egy hősies élet) (Gainsbourg (Vie héroïque)); Brigitte Bardot
- 2009: Arc (Visage); Salomé, a sztár
- 2008: 68 szülöttei (Nés en 68); Catherine / Lány a vörös zászlóval
- 2008: A lány és a farkasok (La jeune fille et les loups); Angèle
- 2006: Az oltári nagy lakás (Le grand appartement); Francesca
- 2004: Luisa Sanfelice; címszerep
- 2003: Errance; Lou (2003)
- 2002: Titkos örömök utcája (Rue des plaisirs); Marion
- 2001: Les âmes fortes; Thérèse
- 2000: A kék bicikli (La bicyclette bleue); tévé-minisorozat; Léa Delmas
- 2000: Gitano; Lucía Junco
- 1999: Asterix és Obelix (Astérix & Obélix contre César); Falbala

### Rendezőként
- 2016: En moi; rövidfilm

### Zenés videóklipjei
- 1996: Chris Isaak: Baby Did A Bad Bad Thing
- 1998: Sting: I Muvrini – Terre D’Oru (Fields of Gold)
- 2001: Alizée: Gourmandises
- 2010: Rihanna: Te Amo

## Elismerései, díjai
- 2011: César-díj jelölés

## További információ
- Hivatalos oldal
- Laetitia Casta a Facebookon
- Laetitia Casta a PORT.hu-n (magyarul)
- Laetitia Casta az Internetes Szinkronadatbázisban (magyarul)
- Laetitia Casta az Internet Movie Database-ben (angolul)
- Laetitia Casta a Rotten Tomatoeson (angolul)
- Laetitia Casta az AlloCiné weboldalán (franciául)
- Laetitia Casta (angol nyelven). famousfix.com. (Hozzáférés: 2024. június 20.)
- Laetitia Casta (német nyelven). Filmdienst.de
- Laetitia Casta (magyar nyelven). MAFAB.hu